# The Red in the Sky Is Ours
The Red in the Sky Is Ours – pierwszy album studyjny szwedzkiego zespołu deathmetalowego At the Gates. Wydawnictwo ukazało się w listopadzie 1992 roku nakładem wytwórni muzycznej Peaceville Records. Nagrania zostały zarejestrowane w listopadzie 1991 roku w ART Studio. Miksowanie odbyło się w styczniu 1992 roku również w ART Studio. Album został ponownie wydany w 2003 roku z dodatkowymi utworami wraz z albumem With Fear I Kiss the Burning Darkness.

## Lista utworów
Opracowano na podstawie materiału źródłowego.
1. „The Red in the Sky Is Ours/The Season to Come” – 4:41
2. „Kingdom Gone” – 4:40
3. „Through Gardens of Grief” – 4:02
4. „Within” – 6:54
5. „Windows” – 3:53
6. „Claws of Laughter Dead” – 4:02
7. „Neverwhere” – 5:41
8. „The Scar” – 2:00
9. „Night Comes, Blood Black” – 5:16
10. „City of Screaming Statues” – 4:37 (utwór niezawarty na wydaniach winylowych wydawanych od 2013)

Utwory dodatkowe z reedycji z 2003 roku:
11. „All Life Ends” (Live) – 5:36
12. „Kingdom Gone” (Live) – 4:50
13. „Ever-Opening Flower” (wersja demo) – 5:32

## Twórcy
Opracowano na podstawie materiału źródłowego.
| Skład zespołu: - Anders Björler – gitara - Jonas Björler – gitara basowa - Adrian Erlandsson – perkusja - Alf Svensson – gitara - Tomas Lindberg – śpiew | Dodatkowi muzycy: - Jesper Jarold – skrzypce w utworach „The Red in the Sky Is Ours/The Season to Come”, „Through Gardens of Grief”, „Within” Inni: - Hans Hall – inżynieria dźwięku, miksowanie - Göran Björler – okładka zdjęcia - Lisa Haggren – zdjęcia |